# Crocallis obscura
Crocallis obscura är en fjärilsart som beskrevs av František Antonín Nickerl 1897. Crocallis obscura ingår i släktet Crocallis och familjen mätare. Inga underarter finns listade i Catalogue of Life.